# Episodi di Walker Texas Ranger (sesta stagione)
La sesta stagione della serie televisiva Walker Texas Ranger formata da 25 episodi, è stata trasmessa sul canale statunitense CBS dal 27 settembre 1997 al 16 maggio 1998. Invece in Italia trasmessa in prima visione su Italia 1 dal 22 maggio 2000.
| nº | Titolo originale            | Titolo italiano         | Prima TV USA      | Prima TV Italia |
| -- | --------------------------- | ----------------------- | ----------------- | --------------- |
| 1  | The Fighting McLains        | La vendetta dei McLains | 27 settembre 1997 | 2000            |
| 2  | Iceman                      | Il sosia                | 4 ottobre 1997    | 2000            |
| 3  | Lucas: Part 1 & 2           | Lucas                   | 11 ottobre 1997   | 2000            |
| 4  | Lucas: Part 1 & 2           | Lucas                   | 18 ottobre 1997   | 2000            |
| 5  | Forgotten People            | Esperimento Alzheimer   | 25 ottobre 1997   | 2000            |
| 6  | Last of a Breed: Part 1 & 2 | Banditi a Buckhorn      | 1º novembre 1997  | 2000            |
| 7  | Last of a Breed: Part 1 & 2 | Banditi a Buckhorn      | 8 novembre 1997   | 2000            |
| 8  | Brainchild                  | Il bambino prodigio     | 15 novembre 1997  | 2000            |
| 9  | Mr. Justice                 | La lunga marcia         | 22 novembre 1997  | 2000            |
| 10 | Rainbow's End               | Il purosangue           | 6 dicembre 1997   | 2000            |
| 11 | A Woman's Place             | Il posto di una donna   | 13 dicembre 1997  | 2000            |
| 12 | Small Blessings             | L'equivoco              | 20 dicembre 1997  | 2000            |
| 13 | Tribe                       | Tribù                   | 3 gennaio 1998    | 2000            |
| 14 | Saving Grace                | Il giorno del perdono   | 10 gennaio 1998   | 2000            |
| 15 | Money Talks                 | Estorsione violenta     | 17 gennaio 1998   | 2000            |
| 16 | Crusader                    | Cody il crociato        | 31 gennaio 1998   | 2000            |
| 17 | In God's Hands              | Nelle mani di Dio       | 28 febbraio 1998  | 2000            |
| 18 | Undercover                  | Vendetta privata        | 7 marzo 1998      | 2000            |
| 19 | Everyday Heroes             | L'angelo custode        | 21 marzo 1998     | 2000            |
| 20 | Warriors                    | L'ultimo guerriero      | 4 aprile 1998     | 2000            |
| 21 | Angel                       | L'angelo della morte    | 18 aprile 1998    | 2000            |
| 22 | The Soul of Winter          | La notte dell'odio      | 25 aprile 1998    | 2000            |
| 23 | Circle of Life              | La famiglia Lopez       | 2 maggio 1998     | 2000            |
| 24 | Test of Faith               | Territorio di conquista | 9 maggio 1998     | 2000            |
| 25 | The Wedding: Part 1         | Il matrimonio - Parte 1 | 16 maggio 1998    | 2000            |

## La vendetta dei McLains
- Titolo originale: The Fighting McLains
- Diretto da: Tony Mordente
- Scritto da: Nicholas Corea

### Trama
Un'agente in incognito viene scoperta ed uccisa dal boss della droga su cui stava indagando. Uno dei suoi fratelli, caporale dei Marines, fugge dall'esercito per uccidere a sua volta l'assassino, ma viene arrestato dai Ranger prima di riuscirci. Il giovane viene preso in consegna dal suo sergente, ma il resto della famiglia McLains (un altro fratello e una sorella) lo fanno fuggire per unirsi a lui nella vendetta. Il sergente cerca di fermarli assieme ai Ranger; Walker cattura la sorella che passa poi dalla loro parte, aiutandoli a fermare i due fratelli prima che finiscano uccisi; difatti il boss, rilasciato per mancanza di prove, ha mandato vari uomini sulle loro tracce. Questi ultimi vengono sconfitti dai Ranger; il boss cerca di fuggire ma viene bloccato dal Marine che, rinunciando ad ucciderlo, consegna a Walker una prova per incriminarlo.

## Il sosia
- Titolo originale: Iceman
- Diretto da: Christian I. Nyby III
- Scritto da: David Carren e J. Larry Carroll

### Trama
I Ranger arrestano un ricercato dall'FBI che assomiglia molto a Charlie, un delinquente pentito (già apparso in due episodi della stagione precedente) che sta scontando la sua pena lavorando nei servizi sociali. Per catturare il resto della banda, Walker convince Charlie a sostituirsi al criminale, in cambio della libertà. La somiglianza tra i due inganna i complici, ma il vero delinquente, finito in coma durante l'arresto, si riprende e riesce a fuggire dall'ospedale tornando dagli altri. Questi hanno progettato una rapina in banca ed hanno rapito la vice direttrice, rimasta vedova, e il suo bambino per farsi aprire; una volta entrati nell'edificio, vi piazzano una bomba per aprire la cassaforte ed eliminare i testimoni, compreso Charlie. Walker arriva però sul posto catturando una parte della banda; mentre il Ranger arresta il loro capo, Charlie riesce a disinnescare la bomba, salvando il bambino e sua madre. Charlie si è innamorato della donna e pare che il sentimento sia ricambiato.
● Guest Star: Terry Kiser (Charlie)

## Lucas
- Titolo originale: Lucas: Part 1 & 2
- Diretto da: Michael Preece
- Scritto da: Chuck e Aaron Norris (soggetto); Nicholas Corea (sceneggiatura)

### Trama
I Ranger fanno irruzione nella casa-laboratorio di uno spacciatore, ma il criminale riesce a fuggire trascinandosi dietro la sua compagna e minacciando di ucciderla. Mentre perquisisce la casa, Walker trova un bambino chiuso a chiave in una stanza e scopre che si chiama Lucas e che è il figlio della donna. Essendo la madre sieropositiva, Lucas è malato di AIDS e la malattia è troppo avanzata per poterla curare. Dopo il ricovero all'ospedale il bambino viene portato in un orfanotrofio, ma gli altri bambini lo evitano poiché è malato, quindi Walker decide di adottarlo. Ad un successivo assalto dei Ranger, solo lo spacciatore riesce a scappare mentre la madre di Lucas, ormai in gravi condizioni, viene ricoverata e fa appena in tempo a regalare al figlio una sua foto, morendo poco dopo. Lucas ha degli incubi in cui si vede aggredito dal suo patrigno e questi peggiorano dopo la morte della madre. Walker decide di farlo curare dallo sciamano Aquila Bianca e lo porta nella riserva indiana, dove appunto lo sciamano lo aiuta ad affrontare i suoi incubi, e le sue paure. Su richiesta di Lucas, Walker è poi obbligato a spiegargli che è malato di AIDS. Intanto lo spacciatore è stato derubato della carta di credito e della chiave della cassaforte ed immagina che sia una vendetta della sua compagna, poiché maltrattava sia lei che suo figlio; gli oggetti sono infatti nascosti nella foto che la donna aveva dato a Lucas. Il criminale penetra nel ranch del Ranger e minaccia Lucas per riaverli, ma Walker si sveglia e lo arresta: grazie anche alla testimonianza di Lucas, lo spacciatore viene condannato. La malattia del bambino però procede e Lucas muore. Walker fa un discorso sulla tomba di Lucas dicendo che nessuno lo dimenticherà per il suo coraggio nell'affrontare la malattia. Dopo aver detto questo Walker gli dice addio e piange.

## Esperimento Alzheimer
- Titolo originale: Forgotten People
- Diretto da: Tony Mordente
- Scritto da: Mick Curran e Mitchell Schneider (soggetto); Mick Curran (sceneggiatore)

### Trama
Il padre di un'amica di Trivette viene ricoverato in un ospizio dove, all'insaputa dei familiari, i medici sperimentano dei farmaci contro l'Alzheimer sui loro pazienti, provocando però varie morti per effetti collaterali. Quando il padre della sua amica muore, Trivette ne chiede l'autopsia e Walker scopre che in quell'ospizio il tasso di mortalità è molto superiore alla media; i risultati dell'autopsia, trovando tracce di farmaci illegali, confermano poi il loro sospetto. C.D viene così convinto a fingersi malato di Alzheimer per entrare nell'ospizio e registrare ciò che succede. Con l'aiuto di Maisie, un'anziana signora che si finge pure lei malata per indagare sulla morte di una sua amica, C.D vi riesce ma viene scoperto e i medici vorrebbero ucciderlo. Walker e Trivette arrivano in tempo a salvarlo, mentre la padrona dell'ospizio cerca di distruggere le prove: l'anziana però la segue stendendola con un pugno. Tra la gioia dei pazienti, i medici vengono quindi arrestati.
● Guest Star: Gwen Verdon (Maisie)

## Banditi a Buckhorn
- Titolo originale: Last of Breed: Part 1 & 2
- Diretto da: Michael Preece
- Scritto da: Gordon T. Dawson

### Trama
Walker racconta ad alcuni ragazzini la storia di Cooper e di come questo fosse passato da cacciatore di taglie a Ranger. Nel racconto, Cooper si ferma nella città di Buckhorn per arrestare un bandito, trattenendosi poi sul posto per proteggere un contadino di nome Tom Wilson dal boss locale Bedoe, che vuole obbligarlo a vendergli la sua fattoria. Cooper aiuta Wilson a radunare il bestiame, la cui vendita gli permetterebbe di pagare i debiti, ma gli aiutanti del criminale uccidono tutta la mandria. Cooper salda allora il debito col proprio denaro ottenendo da Wilson metà della sua terra; innamorato di Sarah, una vedova del posto, Cooper decide di cambiare vita e di sposarsi. Nel frattempo, infuriato per aver perso l'affare, Bedoe chiama in città un gruppo di banditi comandati da Ruud Kilgore, uno spietato criminale, mandandoli ad uccidere Wilson, sua moglie Mary ed il bambino: quando Cooper e Sarah cercano di salvarli arrivano troppo tardi. Deciso a vendicare la famiglia Wilson, Cooper uccide due dei banditi in una sparatoria, ma viene arrestato dal Ranger Cabe Wallace. Successivamente, avendo capito che Cooper voleva aiutare la giustizia, Wallace lo convince a diventare lui stesso un Ranger e lo libera. Cooper ritrova il resto dei banditi, che avevano lasciato Buckhorn, ma rimane ferito ed è costretto a fuggire, venendo poi salvato da un indiano. Intanto i banditi tornano a Buckhorn: lo sceriffo si ribella a Bedoe che lo fa uccidere, insieme ai suoi aiutanti, e nomina Kilgore nuovo sceriffo. Kilgore sottomette tutta Buckhorn uccidendo chiunque gli si opponga. Sarah riesce ad avvertire Wallace che tenta di fermare il bandito ma viene ucciso in duello. Kilgore deve però scontrarsi con Cooper, che lo affronta in una sparatoria e lo uccide, dopo aver sconfitto il resto della banda, vendicando così Wallace e i Wilson. Bedoe tenta di eliminare Cooper a tradimento ma questi, avvertito da Sarah, si volta e lo uccide. Rinunciando a sposare Sarah, Cooper decide di continuare il nuovo lavoro di Ranger.

## Il bambino prodigio
- Titolo originale: Brainchild
- Diretto da: Michael Preece
- Scritto da: Nicholas Corea

### Trama
Un bambino che ha un'intelligenza straordinaria e la capacità di spostare oggetti e persone col pensiero è tenuto prigioniero all'interno di un laboratorio, dove viene studiato. I continui esperimenti rischiano tuttavia di ucciderlo, ed il ragazzino, avvertito da A.R.T (un computer parlante di cui è "amico"), decide di fuggire per rifugiarsi da Walker e Trivette, che aveva conosciuto via internet. Aiutato costantemente dal computer, il bambino rintraccia Walker e successivamente sua madre, ex dipendente del laboratorio creduta morta, anch'essa vittima del capo dell'istituto che le aveva fatto credere che suo figlio fosse morto in un incidente, per poi studiarlo come cavia. Nel frattempo, il capo del laboratorio decide sia di eliminare le prove contro di lui cancellando la memoria di A.R.T e sia la dipendente che aveva preso le difese del bambino. I Ranger bloccano però il suo piano ed il ragazzino inizia una nuova vita con la madre.

## La lunga marcia
- Titolo originale: Mr. Justice
- Diretto da: Eric Norris
- Scritto da: Bob Gookin e Rebecka S. Norris

### Trama
Con l'aiuto di Alex, Walker riesce a convincere alcuni politici a lasciargli sperimentare una sua idea, ossia aprire un campo in cui cercherà di recuperare alcuni giovani delinquenti per evitare loro la prigione. Un senatore è tuttavia fortemente contrario al progetto e manda a giudicarlo un commissario di sua fiducia, con l'ordine di dichiararne il fallimento comunque vada. Il commissario passa invece dalla parte di Walker, avendo notato che dopo qualche giorno di ribellione, i giovani hanno iniziato ad ubbidire a Walker e Trivette e a collaborare tra loro. Un giorno uno dei ragazzi cerca però di scappare e spara ad una guardia, finendo ucciso a sua volta; il progetto sembra interrompersi, ma Walker insiste a volere continuare per dare una possibilità al resto del gruppo. Le guardie, infuriate per la morte del loro collega, iniziano a perseguitare i ragazzi e Walker decide di trasferirli in un campeggio. Quando Trivette ed il commissario devono allontanarsi, uno dei giovani ne approfitta per stordire Walker e cerca di convincere i suoi compagni a fuggire. Gli altri ragazzi catturano invece il ribelle (che finirà in carcere lui soltanto) e soccorrono Walker, che supera la prova ed inizia a lavorare con un nuovo gruppo.

## Il purosangue
- Titolo originale: Rainbow's End
- Diretto da: Eric Norris
- Scritto da: Nicholas Corea

### Trama
Un delinquente organizza corse di cavalli truccate per far vincere sempre il suo campione, aumentandone così il valore; non esita inoltre a far uccidere un fantino avversario che si era ribellato facendo vincere il proprio cavallo. Avendo imparato che un allevatore possiede un buon cavallo di nome Rainbow, montato da sua figlia, il criminale provoca la ragazza facendole accettare una sfida contro il suo cavallo. Il padre non vuole accettare una corsa truccata ed il delinquente lo fa picchiare dai suoi uomini: la figlia vorrebbe quindi ritirarsi ma il denaro della vincita le serve per mantenere la fattoria, essendo suo padre invalido. Il criminale fa avvelenare Rainbow ma il cavallo riesce a vincere la gara prima di crollare, mentre Walker cattura uno degli aiutanti che fa il nome del suo capo. Contro le previsioni del veterinario, Rainbow sopravvive e una volta guarito riprende le gare.

## Il posto di una donna
- Titolo originale: A Woman's Place
- Diretto da: Greeg Champion
- Scritto da: Dawn Ritchie e Hannah Louise Shearer

### Trama
L'ex compagna di cella di Alex ha dimostrato la sua innocenza ed è uscita di prigione, trovando lavoro in un cantiere. Il capocantiere, d'accordo con l'ispettore per la sicurezza, adopera materiale scadente per i ponteggi e per le costruzioni stesse, mettendo quindi in pericolo gli operai. La donna tenta più volte di protestare e il suo capo, che aveva già fatto uccidere un altro operaio che si era lamentato, decide di eliminare pure lei e fa segare l'impalcatura su cui avrebbe lavorato il giorno dopo. A precipitare nel vuoto è però un altro operaio e la colpa dell'incidente viene scaricata sulla donna che viene licenziata; lei decide di fare causa al suo datore di lavoro. Il giorno del processo non si presenta però in tribunale ed Alex, preoccupata per la sua ex compagna di cella, avverte Walker. I delinquenti cercano difatti di uccidere la donna, sua madre e la sua bambina, ma l'arrivo di Walker le salva ed i criminali vengono arrestati. La donna trova poi un nuovo lavoro come capocantiere.

## L'equivoco
- Titolo originale: Small Blessings
- Diretto da: Eric Norris
- Scritto da: Bob Gookin

### Trama
Walker e Trivette, aiutati da un altro agente, danno la caccia ad un criminale che gestisce dei laboratori clandestini. Questo, oltre a sfruttare gli immigrati, dà fuoco ad uno dei locali con gli operai chiusi all'interno, per eliminare le prove. Nel frattempo, una coppia adotta due bambini, ma il più grande, credendo che i nuovi genitori vogliano separarlo dalla sua sorellina, fugge assieme a lei. I due bambini si imbattono nel delinquente e lo vedono uccidere una delle operaie che si era ribellata. Walker interrompe le indagini per cercare i bambini, con l'aiuto di Belmont, il senzatetto detto "il Soldato" (già apparso nell'episodio Lucky) e del suo cane. Anche il criminale sta cercando i bambini per eliminarli, e li chiude in un palazzo abbandonato a cui dà fuoco. Avvertito dal cane del vagabondo, Walker li salva, arrestando poi il criminale e la sua banda. I due bambini vengono quindi riaccompagnati dalla famiglia adottiva.
- Guest star: Burt Young (Belmont)

## Tribù
- Titolo originale: Tribe
- Diretto da: Jerry Jameson
- Scritto da: Nicholas Corea

### Trama
Sam Coyote, un agente della riserva Cherokee, è follemente innamorato di Nora, un'archeologa, che tuttavia rifiuta di sposarlo. In seguito, la donna viene trovata uccisa (l'arma del delitto è il coltello di Sam) e quest'ultimo viene sospettato del delitto. Walker e George, altro agente indiano, sono convinti dell'innocenza di Sam, tuttavia lo arrestano prima che lo faccia l'F.B.I. Seguendo una delle sue intuizioni, Walker sospetta del capo di un'agenzia di scavi che sta cercando petrolio; l'uomo aveva difatti trovato un giacimento nella riserva, ma Nora non le avrebbe permesso di distruggere il sito in cui lei stava lavorando, così l'aveva uccisa, incolpando Sam. Walker cerca di arrestare il colpevole, ma viene stordito dagli altri operai che intendono gettarlo in un dirupo: il Ranger si riprende e li sconfigge, tornando poi indietro per affrontare il resto della banda. Aiutato da George, Sam e Trivette, Walker arresta il vero colpevole e Sam viene assolto.

## Il giorno del perdono
- Titolo originale: Saving Grace
- Diretto da: Jerry Jameson
- Scritto da: Bruce Cervi e John Lansing

### Trama
Alcuni detenuti riescono a fuggire mentre vengono portati in carcere e, dopo aver ucciso le guardie, si rifugiano in una chiesa. Qui prendono in ostaggio la madre superiora e una suora, oltre ad Alex che si trovava sul posto con un gruppo di donne. Intenzionati a riavere il bottino di una rapina, due dei delinquenti si allontanano per recuperare la chiave del nascondiglio ma vengono arrestati dalla Polizia e dai Ranger. Scoperto che la banda si è nascosta nella chiesa, Walker vi entra e fa fuggire parte degli ostaggi; il Ranger viene però chiuso a sua volta in un sotterraneo. Intanto il capo della banda, cresciuto nell'orfanotrofio della chiesa, apprende dalla madre superiora che la suora, Grace, è sua sorella. Questa sta per essere uccisa dall'altro delinquente, ma suo fratello la salva venendo colpito al suo posto. L'uomo chiede perdono e muore, mentre il suo complice viene arrestato da Walker.

## Estorsione violenta
- Titolo originale: Money Talks
- Diretto da: Tony Mordente
- Scritto da: James L. Novack

### Trama
C.D. viene chiamato a sostituire un suo amico che lavorava come capo della sicurezza in un albergo di lusso. Ufficialmente, l'uomo è stato licenziato per problemi di alcolismo, ma C.D. non crede a ciò e difatti il suo amico è stato ucciso, avendo scoperto che un altro agente sta progettando una rapina nell'albergo. Nel frattempo, Walker riceve l'ordine di sorvegliare lo stesso hotel e vi entra sotto falso nome accompagnato da Alex, raggiunto poi da Trivette anch'esso in incognito. Il motivo della sorveglianza è una festa che riunisce vari uomini d'affari, a rischio per la loro ricchezza. L'agente corrotto dà ordine di eliminare anche C.D., che però viene salvato da Walker. La sera della festa il criminale fa entrare degli uomini armati nell'albergo ed obbliga gli ospiti a trasferire una grossa somma ciascuno nel suo conto corrente. Walker, Trivette e C.D. sconfiggono i delinquenti mentre Alex, riuscita a fuggire, avverte la polizia.
• Guest Star: Mitch Pileggi

## Cody il crociato
- Titolo originale: The Crusader
- Diretto da: Rich Thorne
- Scritto da: Bruce Cervi e John Lansing

### Trama
Cody, detto il crociato, è un wrestler che ha trascurato la famiglia per il suo lavoro, finendo col divorziare, ed ora ha un problema di salute che gli proibisce di continuare a combattere. Un giorno la sua ex moglie, che si era trasferita in Florida, gli lascia il figlio prima di fuggire. La donna ha difatti assistito ad un omicidio e il colpevole la cerca per eliminarla. Walker riesce a convincere il ragazzino a dirgli dove si nasconde sua madre e la trova prima del criminale, mentre Cody accetta di tornare sul ring per lasciare i soldi della vincita al figlio. Il ragazzino viene però catturato dai delinquenti, che intendono scambiarlo con la madre; Cody finge di accettare, sconfiggendo invece la banda (aiutato da Walker, che ne uccide il capo) e salvando suo figlio. Il wrestler riesce poi a vincere l'incontro, ma rischia di morire poco dopo. Cody tuttavia si riprende e si riconcilia con la sua famiglia.

## Nelle mani di Dio
- Titolo originale: In God's Hands
- Diretto da: Michael Preece
- Scritto da: Gordon T. Dawson

### Trama
Dei rapinatori assaltano un furgone portavalori. Walker e Trivette si dividono per inseguirli e Trivette rimane coinvolto in una sparatoria in cui il criminale riesce a fuggire, mentre un bambino resta ferito rischiando di morire. Accusato di aver colpito lui il bambino, Trivette non riesce a dimostrare la sua innocenza (il criminale ha difatti usato un silenziatore e i testimoni hanno sentito un unico sparo) e viene sospeso dal servizio, cadendo in depressione. Nel frattempo, il fratello del bambino si procura una pistola per uccidere Trivette; questo riesce però a spiegargli di non essere il colpevole e di aver saputo che il bimbo, operato, è ormai fuori pericolo. Walker trova sul luogo della sparatoria il proiettile di Trivette che viene così assolto. Tornato in servizio, Trivette cattura insieme a Walker il rapinatore e i suoi complici.

## Vendetta privata
- Titolo originale: Undercover
- Diretto da: Michael Preece
- Scritto da: Bob Gookin

### Trama
Il detective Carlos sta collaborando con i Ranger e si finge uno spacciatore di droga per indagare su una banda e per trovare inoltre l'assassino di suo fratello, che era stato ucciso vari anni prima da uno spacciatore. Carlos propone un affare al vice-capo della banda sperando di poter incontrare anche il boss, che si fa chiamare El Vaquero, ed arrestarlo. El Vaquero (in realtà il vice stesso che usa un falso nome), scoperta la vera identità di Carlos, lo fa catturare tentando di farsi dire ciò che ha scoperto. Il boss rivela a Carlos che era stato lui ad uccidere suo fratello (questi, pur essendo tossicodipendente, voleva smettere di spacciare) poi gli spara. Carlos fa in tempo a gettarsi dalla finestra e viene soccorso da un vagabondo che aveva aiutato qualche giorno prima. Gravemente ferito, Carlos viene ritrovato dai criminali ma è difeso da Trent, che sconfigge la banda, e da Walker, che spara al boss e lo uccide.

## L'angelo custode
- Titolo originale: Everyday Heroes
- Diretto da: Michael Preece
- Scritto da: Bob Gookin

### Trama
Trent protegge una donna arrestando il marito che la maltrattava ed ottiene un articolo sul giornale. Maria, un'altra donna nelle stesse condizioni, chiede a Trent di aiutarla, ma è terrorizzata dal marito che è un boss della droga, e teme che ribellandosi l'uomo la uccida. Il criminale, che l'ha fatta seguire, ordina ai suoi uomini di uccidere Trent (l'attentato però fallisce) e di chiudere sua moglie in casa. Maria chiede aiuto ad Alex che la fa liberare da Walker; lei ricambia denunciando i traffici del marito, e i Ranger arrestano gran parte della banda, sequestrando anche il magazzino in cui veniva prodotta la droga. Infuriato, il boss fa rapire Maria (ed Alex che era con lei) per interrogarla su ciò che ha rivelato, ma i Ranger piombano sul posto grazie ad un GPS sulla macchina di Alex e salvano le due donne. In un momento di distrazione, il boss cerca di sparare a Trent, ma Carlos spara a sua volta e lo uccide, salvando così il suo amico.

## L'ultimo guerriero
- Titolo originale: Warriors
- Diretto da: João Fernandez
- Scritto da: Bob Gookin

### Trama
Susan, la madre del bambino reincarnazione del Dalai Lama (già apparsi nell'episodio La prova finale), ha scoperto che il suo sangue contiene un super-DNA che lei intende usare come cura contro il cancro. La donna viene però rapita e suo figlio Davey, avendo sognato la madre in pericolo, ritorna dal Tibet per aiutare Walker e Trivette nelle indagini. Davey indica il fidanzato/collega della madre come uno dei colpevoli e l'uomo viene poi arrestato dai Ranger mentre tentava di rubare attrezzature dal laboratorio. Difatti l'uomo fa il doppio gioco per un laboratorio concorrente, dove hanno creato tramite esperimenti un super guerriero dalla forza sovrumana, che intende diventare invincibile con una trasfusione del sangue di Susan. I medici si accorgono però che il DNA di Davey è più potente e rapiscono anche il bambino. Davey riesce a comunicare telepaticamente con Walker indicandogli il luogo dove lui e la madre sono tenuti prigionieri; i Ranger li liberano ed arrestano i medici. Walker si trova però a lottare con il super guerriero, che si è dimostrato resistente anche ai proiettili, e sta per essere ucciso da questo. Susan getta dell'alcol sul guerriero e gli dà fuoco, mentre Walker, gettandolo su alcune taniche che poi esplodono, riesce ad ucciderlo. Susan decide di interrompere la sua ricerca, che considera pericolosa se finisse in mani sbagliate.
- Guest Star: John Fujioka, Julia Nickson

## L'angelo della morte
- Titolo originale: Angel
- Diretto da: Jerry Jameson
- Scritto da: Bruce Cervi e John Lansing

### Trama
Angel, un'ex fidanzata di Trivette, arriva a trovarlo disperata perché da molto tempo non ha notizie del padre. Trivette fa un'indagine e si presenta a casa dell'uomo, ma Angel lo uccide e fugge. La donna è difatti diventata un killer e quell'uomo non era suo padre, ma la persona che doveva eliminare. Walker allena una squadra e si allontana dal gruppo. Il boss che aveva commissionato l'omicidio anziché pagare Angel decide di farla uccidere dai suoi uomini, ma lei ne uccide uno e ferisce l'altro. Pur avendone la possibilità, non spara invece a Trivette che le dà la caccia, anzi vorrebbe iniziare una nuova vita con lui. Il Ranger e la donna sfuggono ad altri agguati ed Angel fornisce a Trivette una registrazione che incastra il boss: durante l'arresto la donna segue i Ranger per derubare il boss, ma questo, ferito, fa in tempo a spararle. Trivette uccide il criminale e cerca di soccorrere Angel, ma lei muore.

## La notte dell'odio
- Titolo originale: The Soul of Winter
- Diretto da: Michael Preece
- Scritto da: Gordon T. Dawson

### Trama
Roscoe Jones, un pastore protestante, dirige la chiesa fondata dal padre di Trent. L'uomo anni prima era stato vittima di un agguato costato la vita ad un'altra persona, e aveva denunciato il colpevole che ora è uscito di prigione. Il criminale, che è di fede nazista e ha fondato un gruppo razzista (I figli del Reich), intende vendicarsi e fa uccidere un ragazzo che crede di essere il figlio del prete. Roscoe fa trasferire suo figlio Adam, ma non rinuncia al suo lavoro e anzi organizza una raccolta di fondi per ricostruire la chiesa di un altro pastore di colore, bruciata dai razzisti. In seguito, Roscoe si rende conto che i suoi fedeli sono anch'essi in pericolo e vorrebbe ritirarsi, ma Trent gli fa cambiare idea. Intanto Walker e Trivette scoprono il magazzino in cui i razzisti hanno nascosto le armi, vi fanno irruzione e arrestano i presenti, tra cui mancano però il capo e una parte della banda. Questi irrompono nella festa di beneficenza di Roscoe ma il pastore riesce a tener loro la testa fino all'arrivo dei Ranger, chiamati da C.D. In una lotta che coinvolge oltre a Walker e Trivette anche Trent, Carlos, Alex e il fratello minore di Trent, i razzisti vengono sconfitti.

## La famiglia Lopez
- Titolo originale: Circle of Life
- Diretto da: Michael Preece
- Scritto da: Nicholas Corea

### Trama
Joe Lopez, un ladro scassinatore, esce dopo dieci anni di prigione ed inizia un periodo di libertà vigilata, sorvegliato con un braccialetto elettronico. Sua moglie lo accoglie facendolo lavorare nel suo ristorante, ma suo figlio, rimasto molto deluso dall'arresto del padre, non vuole più avere niente a che fare con lui. Solo l'intervento di Walker riesce a calmare il ragazzo (sconvolto anche dalla morte del fratello Ernesto, ucciso da un poliziotto giustiziere nell'episodio Il codice del silenzio) e lo convince a perdonare il padre, ed in seguito genitore e figlio fanno pace. Intanto altri ex carcerati propongono a Joe di aiutarli in una rapina e lui finge di accettare per scoprire chi è il loro capo e rivelarlo a Walker. Il giorno della rapina Joe scopre che il capo della banda è proprio il suo agente di sorveglianza il quale, non fidandosi di lui, ne ha preso in ostaggio il figlio. Joe è obbligato ad aprire una cassaforte, ma all'arrivo dei Ranger il capo dei criminali si fa scudo col ragazzo e Joe, accorso per difenderlo, viene ferito al suo posto; sopravvive però all'incidente ed avendo aiutato la giustizia ottiene il condono.
● Guest Star: Danny Trejo, Melinda Renna, Boris Cabrera, Stephen Macht

## Territorio di conquista
- Titolo originale: Test of Faith
- Diretto da: Eric Norris
- Scritto da: Bob Gookin

### Trama
Un professore cerca di tenere gli spacciatori lontani dalla sua scuola, ma finisce ucciso; Walker, che era amico dell'insegnante, lo sostituisce cercando di scoprire se qualcuno degli studenti ha assistito all'omicidio. Intanto una studentessa, Faith, inizia una raccolta di firme per installare telecamere nei dintorni della scuola, il che allontanerebbe gli spacciatori; il capo dei Diablos, colui che ha ucciso il professore, ordina ad un ragazzino della banda di uccidere la sua compagna di classe. Questo non ha il coraggio di sparare, ma Faith viene comunque colpita da un proiettile e rischia di rimanere paralizzata. Un altro studente confessa a Walker di aver nascosto una pistola nel suo zaino e che proprio dalla sua arma è partito accidentalmente il proiettile che ha ferito Faith, inoltre denuncia il capo dei Diablos avendolo visto uccidere il professore. Lo spacciatore viene quindi arrestato ed il ragazzino appartenente alla banda vorrebbe difenderlo sparando a Walker, ma poi cambia idea. Faith inizia la riabilitazione per camminare di nuovo.

## Il matrimonio - Parte 1
- Titolo originale: The Wedding: Part 1
- Diretto da: Michael Preece
- Scritto da: Gordon T. Dawson

### Trama
I Ranger stanno organizzando il matrimonio di Kim, un'agente che collabora con loro, benché il suo fidanzato insista per farle lasciare la polizia e un loro litigio sembra far saltare le nozze. Nel frattempo un criminale di nome Storm, arrestato anni prima da Kim e dal suo collega e successivamente condannato da Alex, vuole vendicarsi di loro e paga alcuni sicari per fare un attentato durante il matrimonio. Ai sicari si unisce lo stesso Storm che è stato appena rilasciato. Il giorno delle nozze i killer assaltano il furgone dei suonatori e si sostituiscono ad essi, ma l'attentato fallisce; i Ranger e la stessa Kim sconfiggono i criminali. Nessuno si accorge però di Storm che, rimasto nascosto, riesce a sparare ad Alex.
• Guest Star: Tobin Bell (Storm)
- Per la prima volta la stagione si conclude con un cliffhanger, che verrà risolto nella seconda parte dell'episodio che ha inaugurato la settima stagione.